# Punkevní jeskyně
Punkevní jeskyně – jaskinie w Czechach na terenie Krasu Morawskiego, będące częścią obszaru wywierzysk należącego do liczącego ponad 35 km długości systemu jaskiniowego Jaskini Amatérskiej.
Jaskinie są udostępnione turystom od kwietnia do września oraz w niektóre święta. W ramach zwiedzania jaskiń można zejść na dno przepaści Macocha znajdujące się na głębokości 138,7 metra oraz popłynąć łodziami elektrycznymi podziemną rzeką Punkvą. Do jaskiń Punkevních można najprościej dojechać ekopociągiem od hotelu Skalní mlýn albo koleją linową od przepaści Macocha.

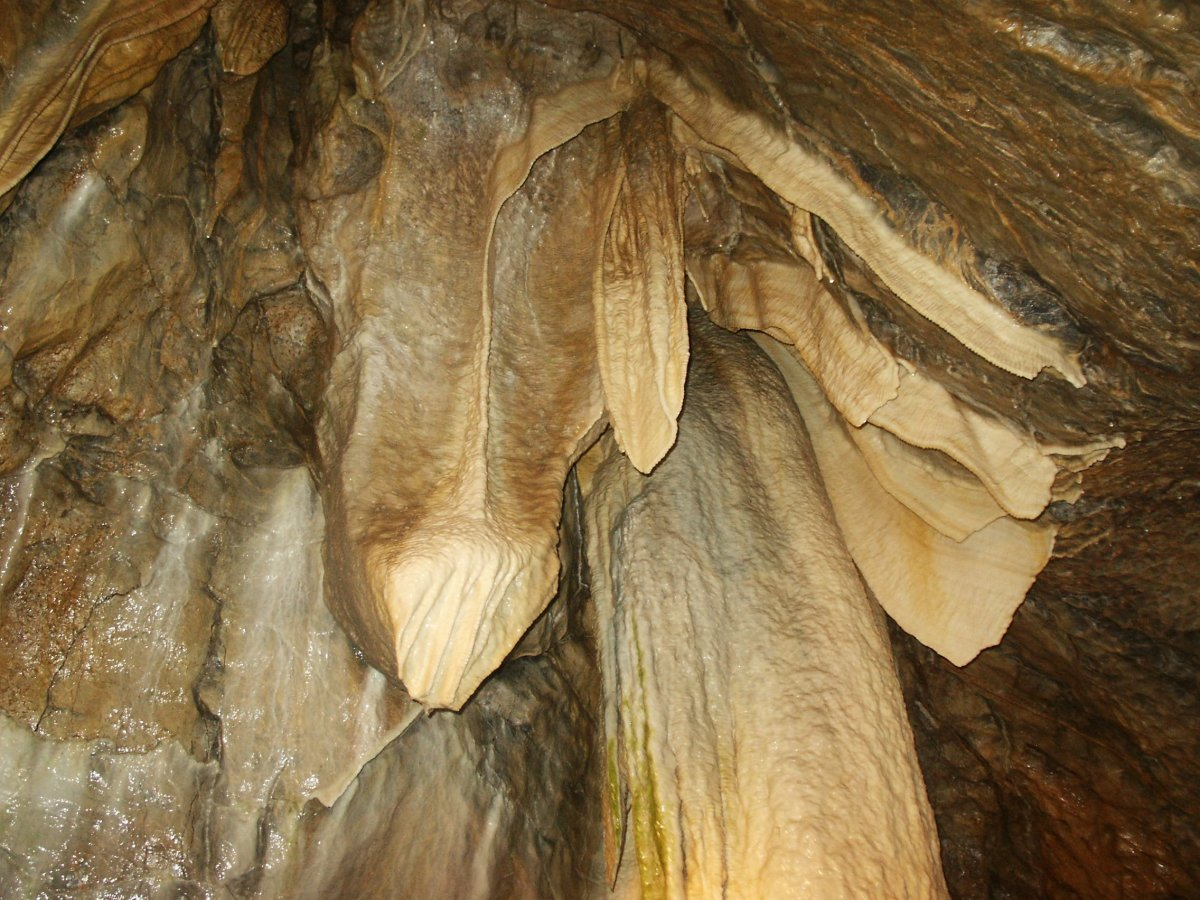
Strop jaskini Punkevní
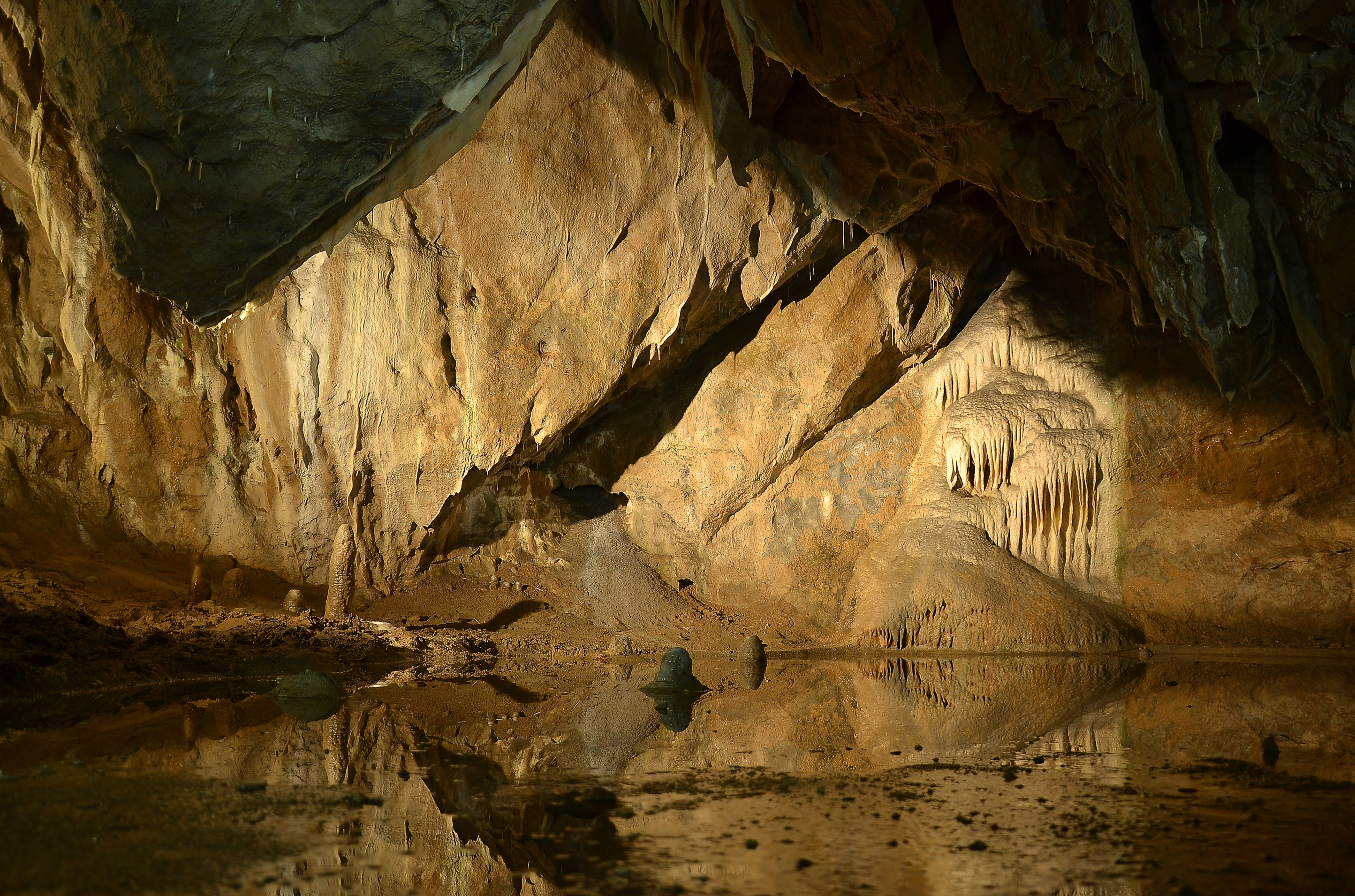
Punkevní jeskyně – Masarykův dóm
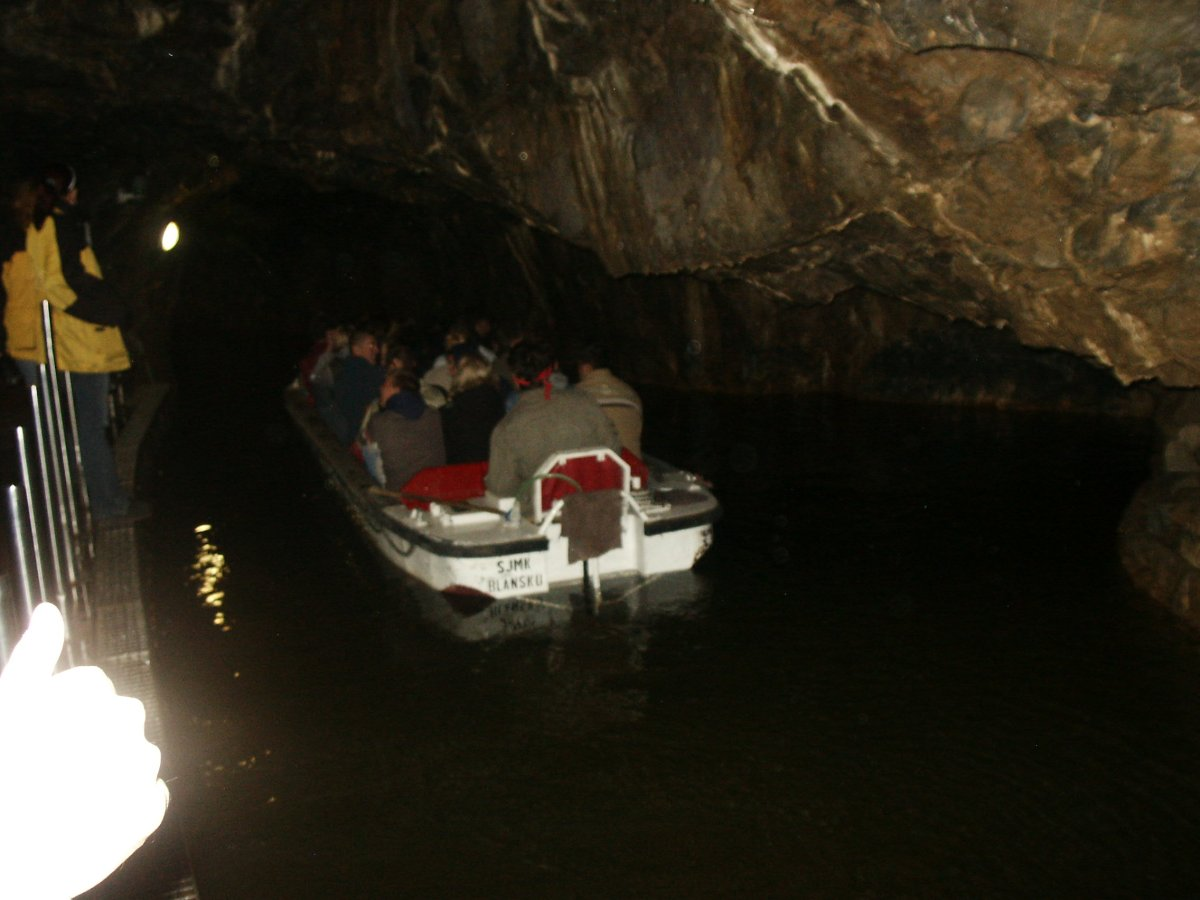
Początek podziemnej przeprawy Punkvą
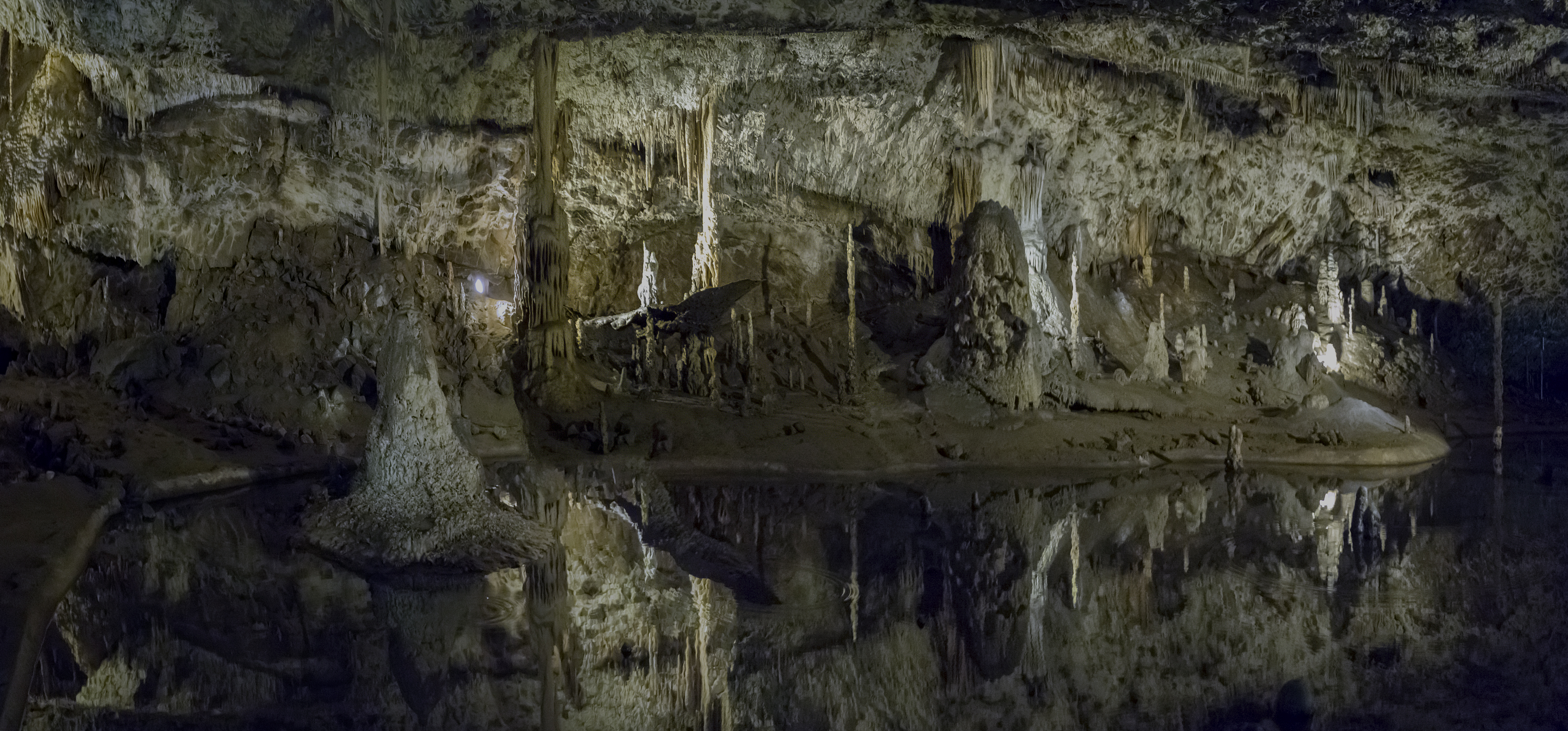
Jeziorko lustrzane (Zrcadlové jezírko)